# Fabio Obermeyr
Fabio Obermeyr (8 de agosto de 2000) es un deportista austríaco que compite en esquí en la modalidad de combinada nórdica. Ganó una medalla de plata en el Campeonato Mundial de Esquí Nórdico de 2025, en la prueba de trampolín grande + 4 × 5 km.

## Palmarés internacional
| Campeonato Mundial | Campeonato Mundial  | Campeonato Mundial | Campeonato Mundial       |
| Año                | Lugar               | Medalla            | Prueba                   |
| ------------------ | ------------------- | ------------------ | ------------------------ |
| 2025               | Trondheim (Noruega) | Medalla de plata   | TG + 4 × 5 km por equipo |